# Тайны Смолвиля (сезон 2)
«Тайны Смолвиля» (англ. Smallville) — американский научно-фантастический телесериал, исполнительными продюсерами и авторами сценария которого являются Альфред Гоф и Майлз Миллар. Сериал повествует о молодых годах жизни Супермена — Кларка Кента, создателями которого являются Джерри Сигел и Джо Шустер. Действие происходит в вымышленном американском городке Смолвиль штата Канзас.
Второй сезон сериала был показан на телевизионном канале «СТС».

## Сюжет
В результате бури, обрушившейся на Смолвиль, отец Лекса теряет зрение. Пит находит космический корабль в поле, после чего Кларк открывает ему свою тайну. Позже, Кал-Эл находит таинственные рисунки в пещерах, которые впоследствии помогут ему понять кто он такой. Он узнает, что его родная планета звалась Криптон, а метеориты — осколки высокотехнологичных городов-кристаллов, которые были спрессованы взрывом и, подвергшись космическому облучению, преобразовались в минерал криптонит. Также Кал-Эл, а именно так его звали на криптонском, узнал свою родословную и изучил язык своего народа. Кроме того Кларк узнаёт, что существуют различные виды криптонита и их свойства зависят от цвета.
Становится ясно кто биологический отец Кларка. Джор-Эл говорит ему, что он должен быть завоевателем людей, что он послан на землю быть богом.

## В главных ролях

### Основной состав
- Том Уэллинг — Кларк Кент (23 эпизода)
- Майкл Розенбаум — Лекс Лютор (23 эпизода)
- Кристин Кройк — Лана Лэнг (23 эпизода)
- Аннетт О’Тул — Марта Кент (23 эпизода)
- Джон Шнайдер — Джонатан Кент (23 эпизода)
- Эллисон Мэк — Хлоя Салливан (21 эпизода)
- Сэм Джонс III — Пит Росс (19 эпизода)
- Джон Гловер — Лайонел Лютор (16 эпизодов)

### Второстепенный состав
- Криста Аллен — Дэзире Аткинс/миссис Лютор
- Митчелл Костерман — Шериф Итан Миллер
- Джо Мортон — Доктор Стивен Гамильтон
- Шон Фэрис — Байрон Мур
- Джесси Хатч — Трой Тёрнер
- Райан Келли — Райан Джеймс
- Сара Джейн Рэдмонд — Нелл Поттер
- Эммануэль Вожье — Доктор Хелен Брайс
- Патрик Кэссиди — Генри Смолл
- Лиззи Каплан — Тина Грир
- Роб ЛаБэл — Доктор Фредерик Уолден
- Камилль Митчелл — Шериф Нэнси Адамс

## Список эпизодов
| № общий | № в сезоне | Название                        | Режиссёр        | Автор сценария                                                                    | Дата премьеры    | Произв. код | Зрители в США (млн) |
| --- | ---------- | ------------------------------- | --------------- | --------------------------------------------------------------------------------- | ---------------- | ----------- | ------------------- |
| 22 | 1          | «Вихрь» «Vortex»                | Грег Биман      | Телесценарий: Филип Левенс Сюжет: Альфред Гоф и Майлз Миллар                      | 24 сентября 2002 | 175051      | 8.7                 |
| Кларк спасает Лану от гигантского торнадо и приносит её в больницу. Когда он возвращается домой, то узнает что корабль пропал, а его отец преследуя Роджера Никсона, попал в бурю. Лекс чувствует вину за то, что не помог отцу раньше и теперь Лайонел в больнице. Лекс принимает решение оплатить операцию отца на глазах. Джонатан и Никсон пытаются самостоятельно выбраться из склепа в котором оказались после того, как на них чуть не упал передвижной дом. Кларк появляется прежде чем у них заканчивается кислород, но метеориты ослабляют его. Никсон использует ситуацию и похищает Кларка. Лекс появляется и спасает жизнь Джонатану, убив Никсона прежде, чем тот смог убить Джонатана.                                       |            |                                 |                 |                                                                                   |                  |             |                     |
| 23 | 2          | «Жара» «Heat»                   | Джеймс Маршалл  | Марк Верхайден                                                                    | 1 октября 2002   | 175052      | 8.1                 |
| Из-за рекордно высокой жары у Кларка развиваются новые способности — тепло-видение, которое вызывает неконтролируемые вспышки огня из его глаз. Лекс женится на Дезире Аткинс — женщине, которую едва знает. Выясняется, что она может контролировать мужчин, так как метеориты усилили её феромоны. С помощью Джонатана Кларк выяснил, что вызывает его тепло-видение и учится управлять своей новой способностью. Дезире пытается использовать свои чары на Кларке, но он устоял. Тогда она убеждает Джонатана убить Лекса, чтобы унаследовать его состояние. Кларк успевает спасти Лекса прежде, чем Джонатан или Дезире смогли убить его.                                                                                               |            |                                 |                 |                                                                                   |                  |             |                     |
| 24 | 3          | «Двуличие» «Duplicity»          | Стив Майнер     | Тодд Славкин и Даррен Свиммер                                                     | 8 октября 2002   | 175053      | 8.8                 |
| После того, как Пит находит в поле космический корабль, Кларк, несмотря на протесты родителей, рассказывает ему свой секрет. Реакция Пита заставляет Кларка пожалеть о своем решении. Доктор Гамильтон, страдая от чрезмерного влияния метеоритов, крадет корабль Кларка. Когда Лекс не поверил его рассказам о корабле, доктор Гамильтон обращается к Лайнелу. Преданность Пита проходит проверку, когда доктор похищает его и пытается выяснить как открыть корабль. Кларк приходит, но доктор Гамильтон умирает от судорог вызванных метеоритами. |            |                                 |                 |                                                                                   |                  |             |                     |
| 25 | 4          | «Красный» «Red»                 | Джефф Вулно     | Джеф Лоуб                                                                         | 15 октября 2002  | 175054      | 8.9                 |
| Кларк не слушает совета отца и покупает дорогое школьное кольцо. В кольце — красный метеорит, который влияет на психику Кларка. Сняв все запреты, Кларк ведет себя очень странно. Он крушит все на свидании с Ланой, когда в баре происходит драка. Проявляя негодование по отношению к родителям за то что заставляли его жить как мальчика с фермы, Кларк решает использовать свои способности, чтобы разбогатеть и оставить Смолвиль. Джонатан и Пит действуют сообща, чтобы остановить Кларка и снять кольцо с его руки. Кларк пытается извиниться перед родителями, но Джонатан подозревает, что Кларк выражал свои истинные чувства. Лана отказывается принять извинения Кларка, поскольку он не может объяснить ей своего поведения. |            |                                 |                 |                                                                                   |                  |             |                     |
| 26 | 5          | «Ноктюрн» «Nocturne»            | Рик Уоллес      | Брайан Питерсон и Келли Содерс                                                    | 22 октября 2002  | 175055      | 8.3                 |
| Лана обретает тайного поклонника в лице парня по имени Байрон. Однако, Байрон является бывшим подопытным одного из проектов Люторкорп, возглавляемых Лайонелом. После встречи с родителями Байрона, Кларк и Лана приходят к выводу, что Байрона держат взаперти и решают спасти его от родителей. Когда они освобождают Байрона, солнечный свет превращает его в суперчеловека склонного к насилию. Кларк выслеживает Байрона и во время схватки они оказываются в склепе. Тьма возвращает Байрона в нормальное состояние, Кларк отвозит его в больницу. Марта становится личным помощником Лайонела. |            |                                 |                 |                                                                                   |                  |             |                     |
| 27 | 6          | «Возвращающий» «Redux»          | Крис Лонг       | Рассел Френд и Гаррет Лернер                                                      | 29 октября 2002  | 227621      | 8.2                 |
| Когда студента вытаскивают из бассейна, оказывается, что он состарился за несколько минут на 60 лет. Кларк и Хлоя решают провести расследование. Они находят целую цепь подобных случаев, которые происходят вот уже 80 лет и все они связаны с Крисси (Мисси) Паркер, еще одной студенткой. Лана находит фотографию своей матери с неизвестным мужчиной. Узнав о том, что её родители расставались на какое-то время, она считает что этот мужчина может быть её отцом. Без новой жертвы тело Мисси начинает быстро стареть. Кларк успевает спасти от неё нового директора и Мисси превращается в пыль. |            |                                 |                 |                                                                                   |                  |             |                     |
| 28 | 7          | «Происхождение» «Lineage»       | Грег Биман      | Телесценарий: Кеннет Биллар Сюжет: Альфред Гоф и Майлз Миллар                     | 5 ноября 2002    | 175056      | 9.4                 |
| Женщина по имени Рейчел Данлеви утверждает, что является биологической матерью Кларка. Она похищает Лекса и угрожает убить его, если Лайнел не раскроет правду об усыновлении Кларка. Лана находит своего биологического отца, Генри Смола, и хочет выяснить нужна ли она ему. Джонатан рассказывает Кларку, как Лайнел Лютор помог с его усыновлением, и что взамен он попросил уговорить Росса продать свой кукурузный завод. Рейчел видит, как Кларк использует свою силу и понимает, что он не её сын. Лайнел рассказывает Лексу, что он был отцом ещё одного ребенка, но тот умер в младенчестве. |            |                                 |                 |                                                                                   |                  |             |                     |
| 29 | 8          | «Райан» «Ryan»                  | Терренс О’Хара  | Филип Левенс                                                                      | 12 ноября 2002   | 175057      | 7.4                 |
| После того как тетя бросила его из-за проблем с деньгами, Райан позвонил Кларку с просьбой о помощи. Кларк освобождает Райана из института Самерхолт, где над ним проводили эксперименты, и привозит его в Смолвиль. Вскоре обнаруживается, что у Райана опухоль мозга и ему осталось жить несколько дней. |            |                                 |                 |                                                                                   |                  |             |                     |
| 30 | 9          | «Раздвоение» «Dichotic»         | Крейг Зиск      | Марк Верхайден                                                                    | 19 ноября 2002   | 175058      | 8.3                 |
| Ян, отличник, имеет способность раздваиваться. Он использует свою силу для отличной учёбы и для того, чтобы встречаться одновременно с Ланой и Хлоей. Кларк и Пит раскрывают секрет Яна и тот пытается убить обеих девушек. Между тем, Лекс посещает группу управления гневом, где знакомится с доктором Хелен Брайс. |            |                                 |                 |                                                                                   |                  |             |                     |
| 31 | 10         | «Одетые в шкуры» «Skinwalker»   | Марита Грабяк   | Телесценарий: Брайан Питерсон и Келли Содерс Сюжет: Марк Уоршоу                   | 26 ноября 2002   | 175059      | 8.6                 |
| Кларк обнаруживает пещеры Коренных Американцев, расположенные прямо под новой строительной площадкой Люторкорп. На стенах пещеры нарисованы символы на неизвестном языке. Коренной Американец Джозеф Виллоубрук и его внучка Кайла рассказывают историю отображающую жизнь Кларка. Пытаясь спасти пещеры, Кайла хочет прогнать Люторов с земли, используя свою способность превращаться в волка, но во время нападения на Лайонела получает смертельное ранение. |            |                                 |                 |                                                                                   |                  |             |                     |
| 32 | 11         | «Облик» «Visage»                | Уильям Джерегти | Тодд Славкин и Даррен Свиммер                                                     | 14 января 2003   | 175060      | 7.3                 |
| Ко всеобщему удивлению, Уитни Фордман возвращается из армии. Утверждая, что потерял память во время последней битвы, он пытается восстановить отношения с Ланой, не зная о её письме. Не желая навредить ему, Лана дает ему возможность завоевать её обратно, но Кларк узнает что на самом деле Уитни — это Тина Грир. Когда Кларк сталкивается с Тиной, она использует против него зеленый криптонит. Беспомощного Кларка спасает его корабль, находящийся в подвале Кентов. Во время очередной стычки с Кларком Тина погибает. |            |                                 |                 |                                                                                   |                  |             |                     |
| 33 | 12         | «Мятеж» «Insurgence»            | Джеймс Маршалл  | Кеннет Биллер и Джеф Лоуб                                                         | 21 января 2003   | 175062      | 6.6                 |
| После поражения в схватке с Лайонелом, Лекс обнаруживает, что его особняк полон подслушивающих устройств. Лекс хочет разместить свои жучки в Люторкорп, но его планы рушатся, поскольку в это время там работают Марта и Лайонел. Положение ухудшается, когда нанятые Лексом люди собираются ограбить сейф Люторкорп. Находясь в заложниках, Марта узнает, что Лайнел собирает досье на Кларка и хранит слитки очищенного метеорита. |            |                                 |                 |                                                                                   |                  |             |                     |
| 34 | 13         | «Подозрение» «Suspect»          | Грег Биман      | Марк Верхайден и Филип Левенс                                                     | 28 января 2003   | 175061      | 7.5                 |
| Лайонел таинственным образом ранен в особняке Люторов, оставив большой список подозреваемых с различными мотивами. Джонатан, найденный без сознания в своем грузовике с бутылкой текилы и пистолетом в руках, арестован как главный подозреваемый. Кларк и Пит начинают расследование и раскрывают тщательно спланированный план человека, на которого и подумать-то трудно. |            |                                 |                 |                                                                                   |                  |             |                     |
| 35 | 14         | «Стремление» «Rush»             | Рик Розенталь   | Тодд Славкин и Даррен Свиммер                                                     | 4 февраля 2003   | 175063      | 8.1                 |
| Пит и Хлоя заражены насекомоподобным существом, который проникает в шею людей, оказавшихся поблизости. Оно заставляет людей совершать крайне рискованные действия. Пит использует красный криптонит, чтобы Кларк присоединился к ним. Когда действие красного криптонита случайно снимается, Кларк отвозит своих друзей в больницу. Лекс нанимает доктора Фредерика Волдена, чтобы расшифровать надписи на стенах пещеры Ковачей. |            |                                 |                 |                                                                                   |                  |             |                     |
| 36 | 15         | «Мот» «Prodigal»                | Грег Биман      | Брайан Питерсон и Келли Содерс                                                    | 11 февраля 2003  | 175064      | 7.4                 |
| Лекс обнаруживает, что его брат Лукас до сих пор жив. Лайонел знакомится с Лукасом и использует его, чтобы лишить Лекса наследства, так как он не может выкупить Люторкорп. Разоренный Лекс приходит к Кентам. Лукасу не нравятся планы Лайонела в отношении него, к тому же он узнает, что Лайонел уже не слепой. Разработав план с Лексом, они раскрывают ложь Лайонела и Лекс получает своё наследство обратно. |            |                                 |                 |                                                                                   |                  |             |                     |
| 37 | 16         | «Лихорадка» «Fever»             | Билл Джерегти   | Мэтью Окумура                                                                     | 18 февраля 2003  | 175065      | 7.9                 |
| Марта, которая спрятала ключ от космического корабля в подвале, вдыхает метеоритную пыль и заболевает. Во время исследования Марты, Джонатан узнает, что она беременна. На ферме Кентов объявляют карантин, а ключ находят. Кларк, тоже вдохнувший метеоритную пыль, также серьёзно болен. После проверки его крови, доктор Хелен Брайс понимает, что Кларк не такой, как все. После того, как корабль Кларка вылечивает их. |            |                                 |                 |                                                                                   |                  |             |                     |
| 38 | 17         | «Розетта» «Rosetta»             | Джеймс Маршалл  | Альфред Гоф и Майлз Миллар                                                        | 25 февраля 2003  | 175066      | 8.7                 |
| Кларк решает вставить ключ в отверстие в пещере. Сразу после этого, он получает знания языка пещеры. Доктор Уолден находит ключ, но после его использования информационная перегрузка погружает его в кому. Дома тепловидение Кларка непроизвольно рисует символ на стене амбара. Кларк связывается с доктором Свонном, который рассказывает ему о его родной планете Криптон. Используя ключ в корабле Кларк читает послание своего биологического отца из которого узнает, что его судьба — захватить Землю. |            |                                 |                 |                                                                                   |                  |             |                     |
| 39 | 18         | «Гость» «Visitor»               | Рик Розенталь   | Филип Левенс                                                                      | 15 апреля 2003   | 175067      | 5.9                 |
| Одноклассник Кларка, Сайрус, проявляет способности аналогичные его. Кларк узнает, что Сайрус считает себя пришельцем, прилетевшим на Землю вместе с метеоритным дождем, что приводит Кларка к мысле о том, что доктор Свонн, утверждающий, что Кларк единственный криптонианец, был не прав. Сайрус показывает Кларку башню для передачи сигнала его инопланетным родителям, но доказательства свидетельствуют, что Сайрус простой человек. |            |                                 |                 |                                                                                   |                  |             |                     |
| 40 | 19         | «Опасное положение» «Precipice» | Томас Дж. Райт  | Клинт Карпентер                                                                   | 22 апреля 2003   | 175068      | 6.7                 |
| После того как на Лану напал студент колледжа Энди Коннерс, Кларк теряет контроль и по-видимому ранит парня. Когда Кентам приходит иск, Кларк начинает жалеть о своих способностях и пытается найти выход, чтобы избежать суда. Тем временем, бывший парень Хелен приезжает в город, чтобы вернуть её обратно. Когда она отвергает его, он нападает на Хелен, вынуждая Лекса взять правосудие в собственные руки. |            |                                 |                 |                                                                                   |                  |             |                     |
| 41 | 20         | «Свидетель» «Witness»           | Рик Уоллес      | Марк Верхайден                                                                    | 29 апреля 2003   | 175069      | 6.5                 |
| Группа воров угоняет грузовик Люторкорп с находящимся в нем грузом очищенного метеорита. Кларк пытается задержать грабителей, но он оказывается слаб против них. Оказывается, что они производят жидкость из метеоритов, вдыхая которою становятся супер-сильными. Лайонел предлагает финансировать «Факел» и устроить Хлою на работу в «Дэйли Плэнет». |            |                                 |                 |                                                                                   |                  |             |                     |
| 42 | 21         | «Ускорение» «Accelerate»        | Джеймс Маршалл  | Телесценарий: Брайан Питерсон и Келли Содерс Сюжет: Тодд Славкин и Даррен Свиммер | 6 мая 2003       | 175070      | 7.0                 |
| Лана думает, что видит призрака, когда её умершая 6 лет назад подруга детства Эмили, приходит к ней. Кларк узнает, что ребёнок на самом деле реален. Девочка очень быстро двигается и проходит сквозь стены. Кларк узнает, что отец Эмили клонировал её с помощью метеоритов. Недостаток клона Эмили заключается в том, что у неё нет представления о нравственности и это ставит жизнь Ланы под угрозу. Тем временем, Лекс готовится к свадьбе с Хелен. |            |                                 |                 |                                                                                   |                  |             |                     |
| 43 | 22         | «Зов» «Calling»                 | Терренс О’Хара  | Кеннет Биллер                                                                     | 13 мая 2003      | 175071      | 7.1                 |
| Доктор Уолден приходит в себя после комы и рассказывает Лексу, что Кларк пришелец, который должен быть уничтожен. Романтические встречи Кларка и Ланы быстро становятся известны Хлое. Во время репетиции свадьбы Лекса и Хелен, Кларк слышит странный звук исходящий из их подвала. |            |                                 |                 |                                                                                   |                  |             |                     |
| 44 | 23         | «Исход» «Exodus»                | Грег Биман      | Альфред Гоф и Майлз Миллар                                                        | 20 мая 2003      | 175072      | 7.5                 |
| Биологический отец Кларка Джор-Эл хочет, чтобы он покинул Смолвиль. Не желая оставлять семью и друзей, Кларк крадет копию ключа у Лайонела, сделанную из зелёного криптонита. Он вставляет ключ в корабль и тот взрывается. Это становится причиной того, что Марта теряет ребёнка. Чувствуя свою вину, Кларк решает уехать из Смолвиля, надев кольцо с красным криптонитом Хлои. Во время полёта с Хелен, Лекс просыпается и видит что самолет падает, а Хелен и пилот пропали. |            |                                 |                 |                                                                                   |                  |             |                     |